# Везнеджилер (станція метро)
41°00′44″ пн. ш. 28°57′34″ сх. д. / 41.012168074569° пн. ш. 28.959415170088° сх. д.
Везнеджиле́р (тур. Vezneciler) — станція лінії М2 Стамбульського метрополітену. Відкрита 16 березня 2014
Розташування: станція розташована під рогом вулиць Мучеників 16 березня (16 Март Шехітлері) та Сехзадебасі в історичному районі Фатіх, Стамбул, Туреччина. 
Пересадки
- Т1;
- А: 36A, 36V, 37Y, 38B, 39A, 39Y, 50V, 55V, 77A, 86V

## Пам'ятки у кроковій досяжності
- головний корпус Стамбульського університету,
- майдан Беязит,
- Капали Чарши
- мечеть Шехзаде
- Мечеть Ібрагім-паші[tr]
- Муніципалітет Стамбула[tr]
- Церква Богородиці Кіріотиси
- Сулейманіє
- Церква Святого Феодора

| Попередня станція   | Лінія | Лінія                           | Лінія | Наступна станція |
| ------------------- | ----- | ------------------------------- | ----- | ---------------- |
| Галіч до Хаджиосман |       | M2 (Стамбульський метрополітен) |       | Єнікапи кінцева  |